# 국민통일정부
국민통일정부(영어: Government of National Unity, 아랍어: حكومة الوحدة الونية, Hukumat al Wahda al Watania)는 트리폴리 (리비아)에 본부를 둔 국민협정정부와 토브루크에 본부를 둔 제2차 알타니 내각을 통합하기 위해 2021년 3월 10일에 형성된 리비아 임시정부이다. 압둘 하미드 드베이베(Abdul Hamid Dbeibeh) 통합 정부 총리는 2021년 2월 5일 리비아 정치 대화 포럼에서 선출되었다. 이는 사실상 튀르키예, 카타르, 알제리, 파키스탄 정부의 지원을 받고 있다.